# Avegno (Zwitserland)
Avegno is een plaats en voormalige gemeente in het Zwitserse kanton Ticino en maakt deel uit van het district Vallemaggia.
Avegno telt 542 inwoners.
Op 20 april 2008 fuseerde Avegno met Gordevio tot de gemeente Avegno Gordevio.